# Viện Pasteur Nha Trang
Viện Pasteur Nha Trang là một cơ sở nghiên cứu và thí nghiệm khoa học chuyên về các căn bệnh nhiệt đới cùng các dược phẩm.
Viện là đơn vị sự nghiệp trực thuộc Bộ Y tế và do Cục Y tế Dự phòng là cơ quan quản lý nhà nước thay mặt Bộ Y tế quản lý về chuyên môn.

## Lịch sử
Viện Pasteur đầu tiên thiết lập ở Đông Dương là do Bác sĩ Albert Calmette chủ trương được xây ở Sài Gòn vào Tháng Giêng năm 1891 mang tên "L'Institut Pasteur de Saigon". Bốn năm sau vào năm 1895 Bác sĩ Alexandre Yersin cho lập thêm chi nhánh nữa ở Nha Trang. Với 5000 đồng bạc do toàn quyền Đông Dương Chevassieux trợ cấp, Yersin lập một phòng thí nghiệm đơn sơ tại bờ biển Nha Trang, và cất tại Suối Dầu một trại nuôi trâu, bò, lừa, ngựa, cùng thỏ, chuột, dùng cho việc thí nghiệm.
Năm 1896, ông được chính phủ biệt phái một viên thú y nhà binh là Pesas đến săn sóc thú vật. Năm 1896, thống chế Lyautey (lúc bấy giờ là thiếu tá) đến thị sát Nha Trang và thăm viếng Viện Pasteur. Cũng năm này, Yersin chọn cái lô-cốt hai tầng bỏ hoang gần xóm Cồn tại cửa Sông Cái để xây nhà ông (Lầu Ông Năm). Theo Đại Nam Nhất Thống Chí, nơi đây vốn là một đồn biên phòng rất lâu đời. Lầu Ông Năm mỗi bề khoảng 7m50, có 3 tầng. Mỗi tầng có hành lang rộng bao bọc, có thể đi dọc hành lang để quan sát. Ông bố trí tầng trệt là phòng ăn, tầng một là phòng làm việc và tầng hai là phòng ngủ. Về sau, nóc nhà làm thêm một vòng tròn để dựng kính thiên văn. Ông cho làm hai cái bồ to, có đường kính một mét, trên sơn màu đen. Khi có bão, hai cái bồ được kéo lên hai cây cột bằng phi lao trên núi Sinh Trung để báo hiệu.
Năm 1897, Bác sĩ Yersin cho nhập nội giống cây cao su vào trồng thí nghiêm ở Suối Dầu, và sau đó với sự cộng tác của kỹ sư canh nông Vernet, hơn 100 ha cao su được trồng vào năm 1909. Năm 1915, Bác sĩ Yersin cho trồng thí nghiệm cây ký ninh ở Hòn Bà để cung cấp thuốc trị sốt rét trong thời Chiến tranh thế giới thứ nhất. Bác sĩ Yersin cũng mở hai trại nuôi bò, một ở đảo Hòn Tre và một ở Suối Dầu. Về sau, bỏ đảo Hòn Tre, và bò ở Hòn Tre trở thành bò rừng.
Năm 1904, Viện được đổi tên thành Viện Pasteur Nha Trang. Phòng thí nghiệm Yersin được Chính phủ Pháp ở Đông Dương xây dựng lại trên quy mô lớn, gồm các phòng thí nghiệm, phòng bào chế thuốc, nhà giải phẫu, chuồng nuôi súc vật, lầu chứa nước, nhà máy nước đá... Nhiệm vụ của Viện lúc này là sản xuất thuốc, đào tạo cán bộ, nghiên cứu về bệnh sốt rét và các loại vi trùng, ký sinh trùng gây bệnh cho người, súc vật và thảo mộc.

## Chức năng
Viện Pasteur Nha Trang có chức năng tổ chức triển khai các hoạt động và chương trình, dự án thuộc lĩnh vực y tế dự phòng, y tế công cộng tại các tỉnh khu vực miền Trung từ Quảng Bình đến Bình Thuận

## Bảo tàng Alexandre Yersin

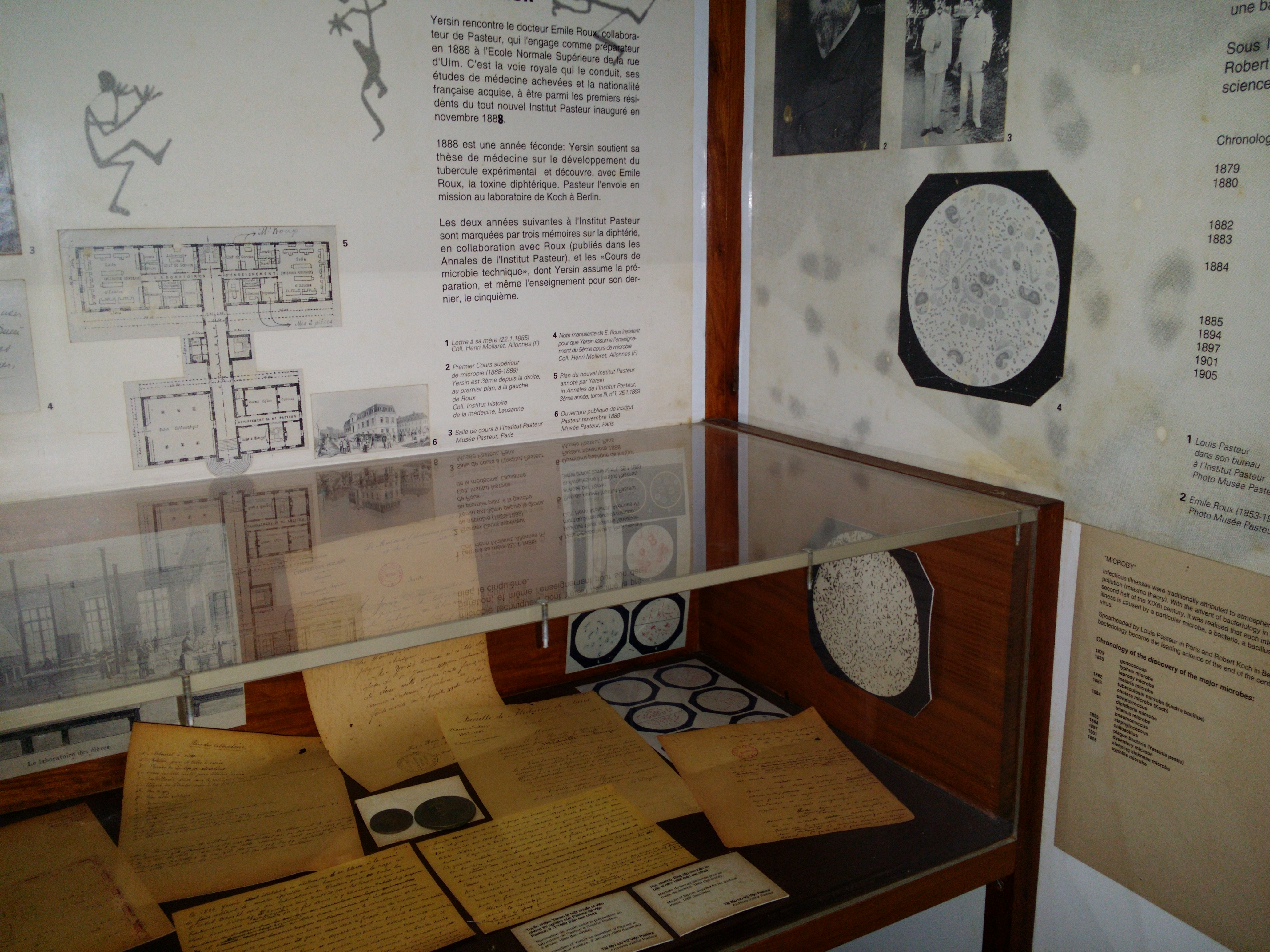
Bên trong bảo tàng Yersin ở Nha Trang

Bên trong khuôn viên Viện Pasteur Nha Trang là Bảo tàng Alexandre Yersin, nơi lưu trữ nhiều kỷ vật của Yersin.